# Trophée Vanoni
Pour les articles homonymes, voir Vanoni.
Le Trophée Vanoni (en italien : Trofeo Vanoni) est une course de relais en montagne à Morbegno en Italie. Elle a été créée en 1958.

## Histoire
Deux ans après la mort du politicien Ezio Vanoni, le club d'athlétisme de Morbegno, le G.S. CSI Morbegno, mené par Don Davide Colico décide de lui rendre hommage en créant une course de relais en montagne, mais également pour rivaliser avec la ville de Chiavenna qui organise le Trophée Triacca. Organisée en octobre afin d'attirer le plus d'athlètes qui terminent leur saison, la première édition a lieu en 1958 et 21 équipes prennent le départ, dont une équipe suisse faisant d'emblée de la course un évènement international.
D'abord dominée par les coureurs de fond comme Rino Lavelli, Franco Volpi ou Mario Varesco, la course voit émerger les spécialistes de la course en montagne dans les années 1970 avec notamment Giovanni Mostacchetti ou Privato Pezzoli.
En 1978 est créé le Minivanoni, une course individuelle réservée aux juniors.
En 1980, l'organisateur du Trophée, Gianpietro Bottà, emmène un peloton d'athlètes italiens à la course du Snowdon au pays de Galles. Parmi ceux-ci, Privato Pezzoli, mène la course du début à la fin et remporte la victoire pour sa première participation malgré l'épais brouillard masquant la visibilité au sommet. A cette ocassion, Gianpietro et Ken Jones, l'organisateur de la course du Snowdon, décident de jumeler leurs courses en gage d'amitié. La course connaît alors un succès international et les meilleurs coureurs de la discipline viennent s'affronter avec entre autres Fausto Bonzi, Alfonso Vallicella ou encore le Britannique Kenny Stuart qui signent les meilleurs temps individuels,.
La course de relais étant réservée aux hommes, une course féminine est ajoutée en 1984, mais individuelle et sur un parcours légèrement plus court. Bruna Fanetti est la première femme à s'imposer.
En 2005, l'équipe nationale britannique est la première équipe étrangère à remporter l'épreuve avec Lloyd Taggart, Ian Holmes et Wil Lewett.
En 2012, Alex Baldaccini établit le record individuel en 28 min 21 s.
Emily Collinge abaisse le record féminin à 21 min 13 s lors de l'édition 2015 qui bat le record de participation avec près de 900 coureurs toutes catégories confondues.
La course accueille les championnats d'Italie de course de relais en montagne à plusieurs reprises,.
En raison de la pandémie de Covid-19, l'édition 2020 accueille à la fois les championnats masculins et féminins d'Italie de course de relais en montagne. Pour cette raison, la course féminine est également une course de relais se courant par équipe de deux.
À partir de 2023, la course féminine se court désormais en relais avec des équipes de deux athlètes.

## Parcours
Le départ du parcours masculin est donné sur la Via Ezio Vanoni dans la ville de Morbegno. Le parcours suit ensuite un chemin qui monte sur le village d'Arzo. Il redescend ensuite sur Morbegno par un autre chemin. Il mesure 7,25 km pour +/-435 m de dénivelé. Chaque concurrent parcourt la boucle une fois.
Le parcours féminin suit le même tracé que celui masculin mais ne monte pas jusqu'à Arzo. Il emprunte un raccourci sous le village pour rejoindre le chemin descendant. La boucle mesure 5 km pour +/-248 m de dénivelé.

## Vainqueurs

### Course de relais masculine
| Année | Équipe                                                                                       | Temps           |
| ----- | -------------------------------------------------------------------------------------------- | --------------- |
| 1958  | Dop. Az. Marelli Sesto San Giovanni Rino Lavelli, Vittore Lazzarini, Andrea Sonzogni         | 1 h 38 min 30 s |
| 1959  | Dop. Az. Marelli Sesto San Giovanni Vittore Lazzarini, Battista Lazzarini, Andrea Sonzogni   | 1 h 39 min 4 s  |
| 1960  | Dop. Az. Marelli Sesto San Giovanni Vittore Lazzarini, Giovanni Guerrini, Battista Lazzarini | 1 h 40 min 51 s |
| 1961  | San Pellegrino Andrea Sonzogni, Luigi Pesenti, Rino Lavelli                                  | 1 h 37 min 37 s |
| 1962  | Atletica Bergamo Battista Lazzarini, Vittore Lazzarini, Domenico Salvi                       | 1 h 37 min 41 s |
| 1963  | ENAL Marelli Rino Lavelli, Francesco Putti, Giovanni Guerrini                                | 1 h 38 min 29 s |
| 1964  | G.S. Pasotti BS Franco Volpi, Rino Lavelli, Giovanni Guerrini                                | 1 h 39 min 0 s  |
| 1965  | La Recastello Gazzaniga Vittore Lazzarini, Luigi Bombardieri, Domenico Salvi                 | 1 h 32 min 25 s |
| 1966  | G.S. Pasotti BS Franco Volpi, Angelo Tonni, Francesco Carrobbio                              | 1 h 38 min 34 s |
| 1967  | La Recastello Gazzaniga Rino Lavelli, Dino Coter, Giovanni Guerrini                          | 1 h 39 min 41 s |
| 1968  | La Recastello Gazzaniga Franco Volpi, Dino Coter, Rino Lavelli                               | 1 h 38 min 41 s |
| 1969  | Polisportiva Villa d'Ogna Ivan Bonetti, Vittore Lazzarini, Giovanni Guerrini                 | 1 h 39 min 42 s |
| 1970  | La Recastello Gazzaniga Aldo Pezzoli, Franco Volpi, Bonandrini                               | 1 h 36 min 32 s |
| 1971  | La Recastello Gazzaniga Franco Volpi, Rino Lavelli, Pietro Galizzi                           | 1 h 40 min 26 s |
| 1972  | C.S. Forestale Roma Mario Varesco, Giovanni Mostacchetti, Raimondo Balicco                   | 1 h 37 min 49 s |
| 1973  | C.S. Forestale Roma Mario Varesco, Giovanni Mostacchetti, Raimondo Balicco                   | 1 h 35 min 50 s |
| 1974  | C.S. Forestale Roma Mario Varesco, Giovanni Mostacchetti, Raimondo Balicco                   | 1 h 37 min 19 s |
| 1975  | C.S. Forestale Roma Mario Varesco, Giovanni Mostacchetti, Raimondo Balicco                   | 1 h 37 min 11 s |
| 1976  | C.S. Forestale Roma Mario Varesco, Giovanni Mostacchetti, Raimondo Balicco                   | 1 h 36 min 10 s |
| 1977  | C.S. Forestale Roma Mario Varesco, Lauro De Francesco, Giovanni Mostacchetti                 | 1 h 37 min 10 s |
| 1978  | Bar Emma Camerata Cornello Bergamo Luigi Lazzarini, Andrea Giupponi, Privato Pezzoli         | 1 h 34 min 0 s  |
| 1979  | Bar Emma Camerata Cornello Bergamo Andrea Giupponi, Luigi Lazzarini, Privato Pezzoli         | 1 h 37 min 4 s  |
| 1980  | Bar Emma Camerata Cornello Bergamo Fausto Bonzi, Andrea Giupponi, Pier Alberto Tassi         | 1 h 34 min 33 s |
| 1981  | ADM Ponte Valtellina Gianni Rovedatti, Maurizio Patelli, Adriano Greco                       | 1 h 33 min 28 s |
| 1982  | ADM Ponte Valtellina Andrea Giupponi, Alfo Ciceri, Luigi Lazzarini                           | 1 h 34 min 56 s |
| 1983  | Atl. Valli Bergamasche Fausto Bonzi, Privato Pezzoli, Eugenio Amalfa                         | 1 h 30 min 6 s  |
| 1984  | Atl. Valli Bergamasche Fausto Bonzi, Eugenio Amalfa, Privato Pezzoli                         | 1 h 30 min 47 s |
| 1985  | C.S. Forestale Roma Claudio Galeazzi, Battista Scanzi, Luigi Bortoluzzi                      | 1 h 30 min 10 s |
| 1986  | Alitrans Verona Alfonso Vallicella, Fausto Bonzi, Privato Pezzoli                            | 1 h 29 min 22 s |
| 1987  | C.S. Forestale Roma Battista Scanzi, Luigi Bortoluzzi, Claudio Galeazzi                      | 1 h 32 min 37 s |
| 1988  | C.S. Forestale Roma Lucio Fregona, Claudio Galeazzi, Luigi Bortoluzzi                        | 1 h 30 min 23 s |
| 1989  | C.S. Forestale Roma Claudio Galeazzi, Lucio Fregona, Luigi Bortoluzzi                        | 1 h 30 min 42 s |
| 1990  | C.S. Forestale Roma Lucio Fregona, Luigi Bortoluzzi, Claudio Galeazzi                        | 1 h 31 min 36 s |
| 1991  | C.S. Forestale Roma Davide Milesi, Claudio Galeazzi, Lucio Fregona                           | 1 h 30 min 17 s |
| 1992  | C.S. Forestale Roma Battista Lizzoli, Andrea Agostini, Claudio Galeazzi                      | 1 h 31 min 17 s |
| 1993  | C.S. Forestale Roma Andrea Agostini, Battista Lizzoli, Claudio Galeazzi                      | 1 h 34 min 43 s |
| 1994  | C.S. Forestale Roma Lucio Fregona, Claudio Galeazzi, Battista Scanzi                         | 1 h 34 min 46 s |
| 1995  | C.S. Forestale Roma Lucio Fregona, Battista Lizzoli, Marco Agostini                          | 1 h 31 min 55 s |
| 1996  | C.S. Forestale Roma Dario Fracassi, Davide Milesi, Lucio Fregona                             | 1 h 30 min 32 s |
| 1997  | C.S. Forestale Roma Battista Lizzoli, Lucio Fregona, Davide Milesi                           | 1 h 31 min 47 s |
| 1998  | C.S. Forestale Roma Simone Lenzi, Dario Fracassi, Lucio Fregona                              | 1 h 33 min 22 s |
| 1999  | C.S. Forestale Roma Marco Agostini, Davide Milesi, Lucio Fregona                             | 1 h 38 min 22 s |
| 2000  | C.S. Forestale Roma Simone Lenzi, Lucio Fregona, Marco Agostini                              | 1 h 32 min 52 s |
| 2001  | C.S. Forestale Roma Emanuele Manzi, Lucio Fregona, Marco De Gasperi                          | 1 h 29 min 54 s |
| 2002  | C.S. Forestale Roma Marco Agostini, Lucio Fregona, Davide Milesi                             | 1 h 32 min 28 s |
| 2003  | C.S. Forestale Roma Alberto Mosca, Lucio Fregona, Emanuele Manzi                             | 1 h 31 min 45 s |
| 2004  | C.S. Forestale Roma Marco Agostini, Emanuele Manzi, Marco De Gasperi                         | 1 h 30 min 36 s |
| 2005  | Royaume-Uni Lloyd Taggart, Ian Holmes, Wil Lewett                                            | 1 h 32 min 6 s  |
| 2006  | C.S. Forestale Roma Marco Agostini, Emanuele Manzi, Marco De Gasperi                         | 1 h 30 min 56 s |
| 2007  | C.S. Forestale Roma Marco Rinaldi, Emanuele Manzi, Marco De Gasperi                          | 1 h 28 min 55 s |
| 2008  | C.S. Forestale Roma Marco Rinaldi, Lucio Fregona, Emanuele Manzi                             | 1 h 31 min 30 s |
| 2009  | Atl. Valli Bergamasche Massimiliano Zanaboni, Andrea Regazzoni, Mauro Lanfranchi             | 1 h 31 min 3 s  |
| 2010  | France Julien Rancon, Didier Zago, Emmanuel Meyssat                                          | 1 h 30 min 3 s  |
| 2011  | G.S. Orobie Alex Baldaccini, Luca Bonazzi, Francesco Della Torre                             | 1 h 32 min 23 s |
| 2012  | Atl. Valli Bergamasche Luca Cagnati, Xavier Chevrier, Massimiliano Zanaboni                  | 1 h 30 min 49 s |
| 2013  | Slovénie Mitja Kosovelj, Gasper Bregar, Peter Oblak                                          | 1 h 34 min 0 s  |
| 2014  | France Cédric Fleureton, Arnaud Bonin, Julien Rancon                                         | 1 h 29 min 41 s |
| 2015  | France Guillaume Girma, Thibaut Imbert, Julien Rancon                                        | 1 h 32 min 55 s |
| 2016  | France Arnaud Bonin, Adrien Michaud, Fabien Demure                                           | 1 h 32 min 36 s |
| 2017  | Atl. Valli Bergamasche Leffe Luca Cagnati, Xavier Chevrier, Cesare Maestri                   | 1 h 30 min 31 s |
| 2018  | France Thibaut Imbert, Sylvain Cachard, Alexandre Fine                                       | 1 h 33 min 29 s |
| 2019  | Atl. Valle Brembana Alex Baldaccini, Francesco Puppi, Nadir Cavagna                          | 1 h 31 min 21 s |
| 2020  | France Julien Rancon, Sébastien Fine, Alexandre Fine                                         | 1 h 30 min 42 s |
| 2021  | France Alexandre Fine, Sylvain Cachard, Théodore Klein                                       | 1 h 30 min 2 s  |
| 2022  | France Quentin Meyleu, Emmanuel Meyssat, Alexandre Fine                                      | 1 h 31 min 39 s |
| 2023  | France Boris Orlhac, Arlic Petit, Emmanuel Meyssat                                           | 1 h 32 min 0 s  |
| 2024  | S.A. Valchiese Alberto Vender, Marco Filosi, Luca Merli                                      | 1 h 31 min 4 s  |

 Record de l'épreuve

### Course individuelle féminine
| Année | Vainqueur              | Temps       |
| ----- | ---------------------- | ----------- |
| 1984  | Bruna Fanetti          | 35 min 6 s  |
| 1985  | Diane Ellerton         | 24 min 8 s  |
| 1986  | Carol Haigh            | 21 min 48 s |
| 1987  | Maria Cocchetti        | 22 min 49 s |
| 1988  | Susan Dilnot           | 23 min 32 s |
| 1989  | Maria Cocchetti        | 23 min 27 s |
| 1990  | Tricia Calder          | 23 min 54 s |
| 1991  | Anne Buckley           | 24 min 18 s |
| 1992  | Maria Cocchetti        | 24 min 48 s |
| 1993  | Carol Haigh            | 23 min 21 s |
| 1994  | Nives Curti            | 24 min 18 s |
| 1995  | Mirella Cabodi         | 23 min 17 s |
| 1996  | Maria Grazia Roberti   | 23 min 28 s |
| 1997  | Rosita Rota Gelpi      | 22 min 41 s |
| 1998  | Rosita Rota Gelpi      | 24 min 0 s  |
| 1999  | Maria Grazia Roberti   | 24 min 10 s |
| 2000  | Pierangela Baronchelli | 22 min 33 s |
| 2001  | Rosita Rota Gelpi      | 23 min 21 s |
| 2002  | Agnieszka Stafa        | 24 min 22 s |
| 2003  | Antonella Confortola   | 23 min 29 s |
| 2004  | Antonella Confortola   | 22 min 48 s |
| 2005  | Mateja Kosovelj        | 22 min 22 s |
| 2006  | Maria Grazia Roberti   | 22 min 54 s |
| 2007  | Anna Pichrtová         | 21 min 41 s |
| 2008  | Cristina Scolari       | 22 min 39 s |
| 2009  | Maria Grazia Roberti   | 22 min 46 s |
| 2010  | Mariola Sojda          | 23 min 13 s |
| 2011  | Alice Gaggi            | 22 min 37 s |
| 2012  | Pavla Schorná          | 21 min 41 s |
| 2013  | Elisa Desco            | 22 min 9 s  |
| 2014  | Alice Gaggi            | 21 min 48 s |
| 2015  | Emily Collinge         | 21 min 13 s |
| 2016  | Pavla Schorná          | 21 min 50 s |
| 2017  | Kamila Gregorová       | 22 min 18 s |
| 2018  | Elisa Sortini          | 21 min 52 s |
| 2019  | Lucy Wambui Murigi     | 21 min 16 s |
| 2021  | Lucy Wambui Murigi     | 22 min 4 s  |
| 2022  | Sarah McCormack        | 21 min 22 s |

 Record de l'épreuve

### Course de relais féminine
| Année | Équipe                                                   | Temps       |
| ----- | -------------------------------------------------------- | ----------- |
| 2020  | Atl. Alta Valtellina Elisa Sortini, Valentina Belotti    | 45 min 9 s  |
| 2023  | Atl. Alta Valtellina Elisa Compagnoni, Elisa Sortini     | 47 min 5 s  |
| 2024  | Atl. Alta Valtellina Elisa Sortini, Emily Grace Collinge | 44 min 49 s |

 Record de l'épreuve